# پرویز صیاد
پرویز صیّاد (زادهٔ ۱ فروردین ۱۳۱۸ در لاهیجان) بازیگر، نمایش‌نامه نویس، مترجم، فیلم‌ساز، نویسنده و شاعر ایرانی مقیم آمریکا است. او در دانشگاه تهران اقتصاد خواند و از هجده سالگی به فعالیت هنری رو آورد. از معروف ترین آثار او می‌توان به کارگردانی مجموعه فیلم‌های با حضور شخصیت صمد و نیز بازیگری در فیلم حسن کچل و سریال دایی جان ناپلئون اشاره کرد.
او پدر بنفشه صیاد، رقصنده ایرانی است که در آمریکا فعالیت می‌کند.

## فعالیت هنری
فعّالیت هنری خود را در سال ۱۳۳۶ با چاپ شعر و داستان کوتاه آغاز کرد و در سال ۱۳۳۷ به نمایشنامه‌نویسی نیز مشغول شد. او فعّالیت در سینما را از سال ۱۳۳۸ با فیلم می‌میرم برای پول به عنوان نویسنده آغاز کرد. 
پرویز صیاد در ابتدای تاسیس تلویزیون ملی ایران مجموعه «امیر ارسلان» و بعد «سرکار استوار» را با همکاری پرویز کاردان آغاز کرد و بعد منصور پورمند نیز به جمع آنها اضافه شد. در همان زمان، یک سلسله فعالیت در زمینه تئاتر تلویزیونی داشتند، بعلاوه کوششان بر این بود که نمایش‌های عامیانه، تعزیه و روحوضی های مناسب را ضبط کنند. پس از مدتی مجموعه تازه‌ای با نام اختاپوس را شروع کردند که در حدود صد و پنجاه هفته نمایش داده شد و بعد هم چند برنامه پراکنده به نام «آدم به آدم» داشتند.
او در نقش صمد بسیار معروف شد و فیلم‌های طنز انتقادی اجتماعی و بعضاً سیاسی در این نقش بازی کرد. همچنین برای چند فیلم شعر، تدوین، نوازندگی، مشاور فیلمنامه و طرّاحی چهره‌پردازی را انجام داد. چند کتاب نیز نوشت.
صیاد در تئاتر نیز بسیار فعال بود و هم‌زمان با حضور در تلویزیون و سینما، در این عرصه نیز فعالیت می‌کرد. نمایش‌های صحنه‌ای و تلویزیونی «گل کاکتوس»، «تله موش»، «پادشاه اندوهگین»، «دون ژوان در جهنم»، «برزخ»، «ماشین‌نویس‌ها و ببر»، «سوتفاهم» «هوو»، «مردی که مرده بود و خود نمی‌دانست»، «تراژدی خر»، «رستم و سهراب به روایت پنج نقّال»، «سرایدار»، «چشم به راه گودو»، «هرکول و طویلهٔ اوج یاس»، «امشب از خود می‌سازیم»، «نمایشنامه بد با کارگردانی خوب»، «امیر ارسلان»، «بازجویی»، «کرگردن»، «فالگوش»، «محاکمه سینما رکس» و «پرویز صیاد و صمدش» از جمله آثار او هستند.
او موسس و صاحب سینما تئاتر کوچک تهران نیز بود که پس از خروج او از ایران مصادره شد.

## پس از انقلاب
پس از انقلاب ۱۳۵۷، صیاد به آمریکا مهاجرت کرد و در شهر لس آنجلس فعالیت خود را در تئاتر و تلویزیون ادامه داد. در سال ۱۳۶۱ نخستین فیلم خود پس از انقلاب ۵۷ را به نام فرستاده به همراه رضا آریا ساخت.
پرویز صیاد دکترای خود را از دانشگاه شهری نیویورک (CUNY) دریافت کرد. وی هم‌اکنون ساکن لس‌آنجلس بوده و به فعالیت هنری خود ادامه می‌دهد و در عین حال به‌عنوان یک فعال سیاسی مخالف سرسخت جمهوری اسلامی نیز هست.

## فیلم‌شناسی

پرویز صیاد، مری آپیک، و نوذر آزادی
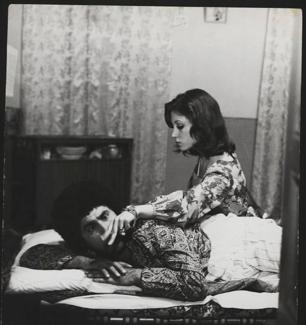
مری آپیک به همراه پرویز صیاد در فیلم مظفر
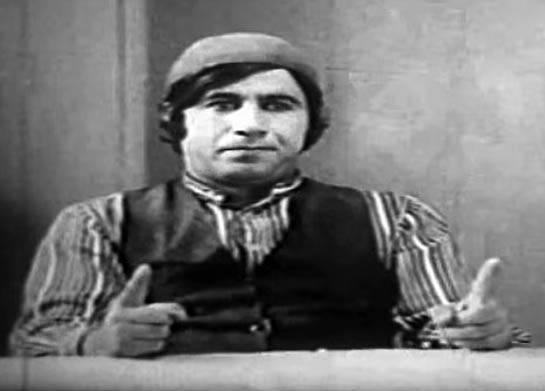
پرویز صیاد در نقش صمد
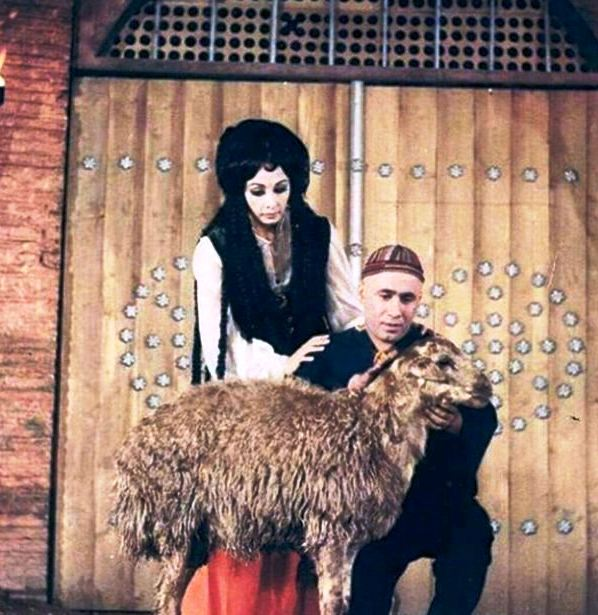
پرویز صیاد و کتایون در فیلم حسن کچل

### سایر آثار
- میرعزا ک‍اش‍ان‍ی، م‍ص‍طف‍ی. ت‍ع‍زی‍ه ح‍ر. م‍ق‍اب‍ل‍ه م‍ق‍دم‍ه و ش‍رح اج‍را پ‍روی‍ز ص‍ی‍اد. شیراز: سازمان جشن هنر‏‫‏، ۱۳۵۰.
- پ‍ی‍ن‍ت‍ر، ه‍رول‍د. س‍رای‍دار. ت‍رج‍م‍هٔ م‍ن‍ص‍ور پ‍ورم‍ن‍د، پ‍روی‍ز ص‍ی‍اد.
- موری شیسگال. ماشین‌نویسها و ببر. ترجمهٔ پرویز صیاد. تهران: انتشارات مرکز نمایش پدید، ‏‫۱۳۴۶.

## یادداشت
1. ↑  Publi Print